# Kabaro
Kabaro est une commune rurale située dans le département de Niabouri de la province de Sissili dans la région du Centre-Ouest au Burkina Faso.